# Ferzan Özpetek
Ferzan Özpetek (Istambul, 3 de fevereiro de 1959) é um cineasta e argumentista turco naturalizado italiano
Seu último filme Nuovo Olimpo, uma história de amor, estreou no Festival Internacional de Cinema de Roma em 22 de outubro de 2023 e foi lançado na Netflix em 1 de novembro de 2023. 

## Filmografia

### Realização e argumento
- Il bagno turco (1997)
- Harem Suare (1999)
- Le fate ignoranti (2001)
- La finestra di fronte (2003)[5]
- Cuore sacro (2005)
- Saturno contro (2007)
- Un giorno perfetto (2008)
- Mine vaganti (2010)
- Magnifica presenza (2012)
- Allacciate le cinture (2014)
- Nuovo Olimpo (2023) [6]